# Liste des monuments historiques de Blankenberge
Cette page regroupe l'ensemble des monuments classés de la ville de Blankenberge.
| Objet                                                                                  | Statut du classement? | Année de construction/architecte | Section communale | Adresse                     | Coordonnées                      | Numéro d'inventaire | Illustration                                                           |
| -------------------------------------------------------------------------------------- | --------------------- | -------------------------------- | ----------------- | --------------------------- | -------------------------------- | ------------------- | ---------------------------------------------------------------------- |
| (nl) Twee beelden van G. Allary, Groei en Wording                                      |                       |                                  | Blankenberge      | Kerkstraat                  | 51° 18′ 43″ nord, 3° 07′ 56″ est | 44923               | Téléverser                                                             |
| (nl) Sint Pieterscollege                                                               |                       |                                  | Blankenberge      | Weststraat 113              | 51° 18′ 45″ nord, 3° 07′ 47″ est | 45035               | Téléverser                                                             |
| (nl) Neoclassicistische panden                                                         |                       |                                  | Blankenberge      | Casinoplein 12              | 51° 18′ 57″ nord, 3° 07′ 44″ est | 44840               | Téléverser                                                             |
| (nl) Staketsels                                                                        | Oui                   |                                  | Blankenberge      | Havenplein                  | 51° 18′ 45″ nord, 3° 06′ 43″ est | 44890               | (nl) Staketsels                                                        |
| (nl) Noordzeezwembad                                                                   |                       |                                  | Blankenberge      | Ach Van Ackersquare 1       | 51° 19′ 02″ nord, 3° 08′ 40″ est | 44824               | Téléverser                                                             |
| Gare de Blankenberge                                                                   |                       |                                  | Blankenberge      | Koning Leopold III Plein 16 | 51° 18′ 43″ nord, 3° 08′ 01″ est | 44929               | Gare de Blankenberge                                                   |
| (nl) Windscherm of Paravent (Paravang)                                                 | Oui                   |                                  | Blankenberge      | Havenstraat                 | 51° 18′ 49″ nord, 3° 07′ 17″ est | 44891               | (nl) Windscherm of Paravent (Paravang)                                 |
| (nl) Burgerhuis, Villa Marguerite                                                      |                       |                                  | Blankenberge      | Serg. De Bruynestraat 22    | 51° 18′ 42″ nord, 3° 07′ 22″ est | 44998               | Téléverser                                                             |
| (nl) Hotel Tropicana                                                                   |                       |                                  | Blankenberge      | Consciencestraat 49         | 51° 18′ 51″ nord, 3° 07′ 32″ est | 44977               | Téléverser                                                             |
| (nl) Hoekappartementsgebouw                                                            |                       |                                  | Blankenberge      | A. Ruzettelaan 61           | 51° 19′ 03″ nord, 3° 08′ 22″ est | 44832               | Téléverser                                                             |
| (nl) Handels- en appartementsgebouw                                                    |                       |                                  | Blankenberge      | Bakkersstraat 11            | 51° 18′ 55″ nord, 3° 07′ 37″ est | 44839               | Téléverser                                                             |
| (nl) Noordzeezwembad                                                                   |                       |                                  | Blankenberge      | Ach Van Ackersquare 1       | 51° 19′ 06″ nord, 3° 08′ 41″ est | 44824               | Téléverser                                                             |
| (nl) Drie stenen trappen: Bakkerstraattrap, Kerkstraat                                 | Oui                   |                                  | Blankenberge      | Zeedijk                     | 51° 18′ 57″ nord, 3° 07′ 36″ est | 45040               | (nl) Drie stenen trappen: Bakkerstraattrap, Kerkstraat                 |
| (nl) Stedelijke Begraafplaats met soldatenbegraafplaats en gedenkteken                 | Oui                   |                                  | Uitkerke          | Scharebrugstraat            | 51° 18′ 25″ nord, 3° 07′ 46″ est | 45083               | (nl) Stedelijke Begraafplaats met soldatenbegraafplaats en gedenkteken |
| (nl) Monument ter ere van Hendrik Conscience                                           |                       |                                  | Blankenberge      | de Smet de Naeyerlaan       | 51° 18′ 45″ nord, 3° 07′ 29″ est | 44848               | (nl) Monument ter ere van Hendrik Conscience                           |
| (nl) Herenhuizen                                                                       |                       |                                  | Blankenberge      | Consciencestraat 24         | 51° 18′ 49″ nord, 3° 07′ 27″ est | 44841               | Téléverser                                                             |
| (nl) Het restant van het steunpunt Blankenberghe Mole                                  | Oui                   |                                  |                   | Wenduinse Steenweg          | 51° 18′ 39″ nord, 3° 06′ 58″ est | 200662              | Téléverser                                                             |
| (nl) Bel-etageburgerhuis                                                               | Oui                   |                                  | Blankenberge      | Rogierlaan 15               | 51° 18′ 59″ nord, 3° 07′ 59″ est | 45123               | Téléverser                                                             |
| (nl) Twee herenhuizen                                                                  |                       |                                  | Blankenberge      | Van Mullemstraat 7          | 51° 18′ 47″ nord, 3° 07′ 34″ est | 45017               | Téléverser                                                             |
| (nl) Appartementsgebouw, Villa Aubepines                                               |                       |                                  | Blankenberge      | Vanderstichelenstraat 36    | 51° 18′ 53″ nord, 3° 07′ 28″ est | 45019               | Téléverser                                                             |
| (nl) Huizen                                                                            |                       |                                  | Blankenberge      | Vissersstraat 46            | 51° 18′ 54″ nord, 3° 07′ 34″ est | 45023               | Téléverser                                                             |
| (nl) Art-deco-appartementsgebouw                                                       |                       |                                  | Blankenberge      | Vissersstraat 4             | 51° 18′ 53″ nord, 3° 07′ 33″ est | 45022               | Téléverser                                                             |
| (nl) Hoekpand, Residentie Noorderwind en Raymond                                       |                       |                                  | Blankenberge      | Verstraetehelling 4         | 51° 19′ 04″ nord, 3° 08′ 11″ est | 45020               | Téléverser                                                             |
| (nl) Hoekpand, Residentie Noorderwind en Raymond                                       |                       |                                  | Blankenberge      | Verstraetehelling 6         | 51° 19′ 04″ nord, 3° 08′ 11″ est | 45020               | Téléverser                                                             |
| (nl) Hoekpand, Residentie Noorderwind en Raymond                                       |                       |                                  | Blankenberge      | Verstraetehelling 8         | 51° 19′ 04″ nord, 3° 08′ 11″ est | 45020               | Téléverser                                                             |
| (nl) Hoekpand, Hotel Littoral                                                          |                       |                                  | Blankenberge      | Verweehelling 6             | 51° 19′ 05″ nord, 3° 08′ 17″ est | 45021               | Téléverser                                                             |
| (nl) Huizen                                                                            |                       |                                  | Blankenberge      | Vissersstraat 12            | 51° 18′ 54″ nord, 3° 07′ 34″ est | 45023               | Téléverser                                                             |
| (nl) Huizen                                                                            |                       |                                  | Blankenberge      | Vissersstraat 25            | 51° 18′ 54″ nord, 3° 07′ 34″ est | 45023               | Téléverser                                                             |
| (nl) Twee herenhuizen                                                                  |                       |                                  | Blankenberge      | Van Mullemstraat 5          | 51° 18′ 47″ nord, 3° 07′ 34″ est | 45017               | Téléverser                                                             |
| (nl) Huizen                                                                            |                       |                                  | Blankenberge      | Vissersstraat 42            | 51° 18′ 54″ nord, 3° 07′ 34″ est | 45023               | Téléverser                                                             |
| (nl) Burgerhuis                                                                        |                       |                                  | Blankenberge      | Van Monsstraat 41           | 51° 18′ 59″ nord, 3° 08′ 02″ est | 45014               | Téléverser                                                             |
| (nl) Handels- en appartementsgebouw                                                    |                       |                                  | Blankenberge      | Vissersstraat 37            | 51° 18′ 55″ nord, 3° 07′ 38″ est | 45024               | Téléverser                                                             |
| (nl) Geheel van modernistisch winkelhuis en woonhuis                                   |                       |                                  | Blankenberge      | Vredelaan 88                | 51° 18′ 33″ nord, 3° 07′ 26″ est | 45025               | Téléverser                                                             |
| (nl) Bel-etageburgerwoning                                                             |                       |                                  | Blankenberge      | Vrijheidsstraat 14          | 51° 18′ 44″ nord, 3° 07′ 22″ est | 45026               | Téléverser                                                             |
| (nl) Burgerhuis                                                                        | Oui                   |                                  | Blankenberge      | Vrijheidsstraat 45          | 51° 18′ 45″ nord, 3° 07′ 27″ est | 45027               | Téléverser                                                             |
| (nl) Watertoren van Blankenberge, Waterkasteel                                         | Oui                   |                                  | Blankenberge      | Waterkasteelstraat          | 51° 18′ 38″ nord, 3° 07′ 19″ est | 45028               | (nl) Watertoren van Blankenberge, Waterkasteel                         |
| (nl) Huizen                                                                            |                       |                                  | Blankenberge      | Vissersstraat 28            | 51° 18′ 54″ nord, 3° 07′ 34″ est | 45023               | Téléverser                                                             |
| (nl) Drie bel-etagewoningen, Edelweiss, Claribella en Jagersrust                       |                       |                                  | Blankenberge      | Van Maerlantstraat 92       | 51° 18′ 47″ nord, 3° 07′ 42″ est | 45009               | Téléverser                                                             |
| (nl) Twee gelijkaardige burgerhuizen                                                   |                       |                                  | Blankenberge      | Serg. De Bruynestraat 30    | 51° 18′ 43″ nord, 3° 07′ 23″ est | 44999               | Téléverser                                                             |
| (nl) Twee gelijkaardige burgerhuizen                                                   |                       |                                  | Blankenberge      | Serg. De Bruynestraat 32    | 51° 18′ 43″ nord, 3° 07′ 23″ est | 44999               | Téléverser                                                             |
| (nl) Bel-etageburgerhuis                                                               |                       |                                  | Blankenberge      | Serg. De Bruynestraat 55    | 51° 18′ 44″ nord, 3° 07′ 28″ est | 45000               | Téléverser                                                             |
| (nl) Burgerhuis, Andrea                                                                |                       |                                  | Blankenberge      | Serg. De Bruynestraat 54    | 51° 18′ 44″ nord, 3° 07′ 26″ est | 45001               | Téléverser                                                             |
| (nl) Hoekpand 't Schuitje                                                              |                       |                                  | Blankenberge      | Serg. De Bruynestraat 68    | 51° 18′ 45″ nord, 3° 07′ 28″ est | 45002               | Téléverser                                                             |
| (nl) Van Maerlantatheneum                                                              |                       |                                  | Blankenberge      | Van Maerlantstraat 1        | 51° 18′ 39″ nord, 3° 07′ 33″ est | 45005               | Téléverser                                                             |
| (nl) Hoekpand met herberg                                                              |                       |                                  | Blankenberge      | Van Maerlantstraat 82       | 51° 18′ 46″ nord, 3° 07′ 41″ est | 45006               | Téléverser                                                             |
| (nl) Herenwoning                                                                       | Oui                   |                                  | Blankenberge      | Van Maerlantstraat 85       | 51° 18′ 45″ nord, 3° 07′ 44″ est | 45008               | Téléverser                                                             |
| (nl) Villa Karina                                                                      |                       |                                  | Blankenberge      | Van Monsstraat 52           | 51° 19′ 00″ nord, 3° 08′ 02″ est | 45016               | Téléverser                                                             |
| (nl) Drie bel-etagewoningen, Edelweiss, Claribella en Jagersrust                       |                       |                                  | Blankenberge      | Van Maerlantstraat 88       | 51° 18′ 47″ nord, 3° 07′ 42″ est | 45009               | Téléverser                                                             |
| (nl) Twee herenhuizen                                                                  |                       |                                  | Blankenberge      | Van Mullemstraat 3          | 51° 18′ 47″ nord, 3° 07′ 34″ est | 45017               | Téléverser                                                             |
| (nl) Pand                                                                              |                       |                                  | Blankenberge      | Van Monsstraat 10           | 51° 18′ 58″ nord, 3° 07′ 58″ est | 45010               | Téléverser                                                             |
| (nl) Bel-etagewoning                                                                   | Oui                   |                                  | Blankenberge      | Van Monsstraat 24           | 51° 18′ 59″ nord, 3° 07′ 59″ est | 45011               | Téléverser                                                             |
| (nl) Samenstel van bel-etageburgerhuizen                                               |                       |                                  | Blankenberge      | Van Monsstraat 28           | 51° 18′ 59″ nord, 3° 08′ 00″ est | 45012               | Téléverser                                                             |
| (nl) Samenstel van bel-etageburgerhuizen                                               |                       |                                  | Blankenberge      | Van Monsstraat 30           | 51° 18′ 59″ nord, 3° 08′ 00″ est | 45012               | Téléverser                                                             |
| (nl) Bel-etageburgerhuis, Villa Maria                                                  |                       |                                  | Blankenberge      | Van Monsstraat 32           | 51° 18′ 59″ nord, 3° 08′ 00″ est | 45013               | Téléverser                                                             |
| (nl) Panden                                                                            |                       |                                  | Blankenberge      | Weststraat 75               | 51° 18′ 50″ nord, 3° 07′ 38″ est | 45032               | Téléverser                                                             |
| (nl) Neoclassicistisch pand Villa Rudi                                                 |                       |                                  | Blankenberge      | Van Monsstraat 50           | 51° 19′ 00″ nord, 3° 08′ 02″ est | 45015               | Téléverser                                                             |
| (nl) Maison Duysburgh of Magasin de la Plage                                           | Oui                   |                                  | Blankenberge      | Weststraat 25               | 51° 18′ 53″ nord, 3° 07′ 31″ est | 45030               | Téléverser                                                             |
| (nl) Drie bel-etagewoningen, Edelweiss, Claribella en Jagersrust                       |                       |                                  | Blankenberge      | Van Maerlantstraat 86       | 51° 18′ 47″ nord, 3° 07′ 42″ est | 45009               | Téléverser                                                             |
| (nl) Drie woningen voor sasmeesters                                                    | Oui                   |                                  | Blankenberge      | Wenduinse Steenweg 3        | 51° 18′ 39″ nord, 3° 06′ 57″ est | 44976               | Téléverser                                                             |
| (nl) Maison Duysburgh of Magasin de la Plage                                           | Oui                   |                                  | Blankenberge      | Weststraat 27               | 51° 18′ 53″ nord, 3° 07′ 31″ est | 45030               | Téléverser                                                             |
| (nl) Complex Mamet                                                                     | Oui                   |                                  | Blankenberge      | Molenstraat 19              | 51° 18′ 52″ nord, 3° 07′ 47″ est | 44968               | Téléverser                                                             |
| (nl) Hotel Leopold                                                                     |                       |                                  | Blankenberge      | Onderwijsstraat 21          | 51° 18′ 51″ nord, 3° 07′ 54″ est | 44972               | Téléverser                                                             |
| (nl) Hotel Leopold                                                                     |                       |                                  | Blankenberge      | Onderwijsstraat 23          | 51° 18′ 51″ nord, 3° 07′ 54″ est | 44972               | Téléverser                                                             |
| (nl) Hotel Hotel Azaert                                                                |                       |                                  | Blankenberge      | Onderwijsstraat 3           | 51° 18′ 54″ nord, 3° 07′ 50″ est | 44973               | Téléverser                                                             |
| (nl) Complex, Rijksmiddelbare School                                                   | Oui                   |                                  | Blankenberge      | Onderwijsstraat 15          | 51° 18′ 52″ nord, 3° 07′ 53″ est | 44974               | (nl) Complex, Rijksmiddelbare School                                   |
| (nl) Complex, Rijksmiddelbare School                                                   | Oui                   |                                  | Blankenberge      | Onderwijsstraat 17          | 51° 18′ 52″ nord, 3° 07′ 53″ est | 44974               | Téléverser                                                             |
| (nl) Twee modernistische burgerhuizen                                                  |                       |                                  | Blankenberge      | Onderwijsstraat 16          | 51° 18′ 52″ nord, 3° 07′ 55″ est | 44975               | Téléverser                                                             |
| (nl) Villa Aline                                                                       |                       |                                  | Blankenberge      | Mingerslaan 12              | 51° 18′ 57″ nord, 3° 08′ 07″ est | 44966               | Téléverser                                                             |
| (nl) Drie woningen voor sasmeesters                                                    | Oui                   |                                  | Blankenberge      | Wenduinse Steenweg 2        | 51° 18′ 39″ nord, 3° 06′ 57″ est | 44976               | Téléverser                                                             |
| (nl) Burgerhuis Noordzeedroom                                                          |                       |                                  | Blankenberge      | Mingerslaan 11              | 51° 18′ 57″ nord, 3° 08′ 05″ est | 44965               | Téléverser                                                             |
| (nl) Drie woningen voor sasmeesters                                                    | Oui                   |                                  | Blankenberge      | Wenduinse Steenweg 4        | 51° 18′ 39″ nord, 3° 06′ 57″ est | 44976               | Téléverser                                                             |
| (nl) Modernistisch appartementsgebouw                                                  |                       |                                  | Blankenberge      | P. Benoitstraat 2           | 51° 18′ 51″ nord, 3° 07′ 32″ est | 44978               | Téléverser                                                             |
| (nl) Twee burgerhuizen, Villa Yvonne en Villa Adolphe                                  | Oui                   |                                  | Blankenberge      | P. Benoitstraat 8           | 51° 18′ 51″ nord, 3° 07′ 33″ est | 44979               | Téléverser                                                             |
| (nl) Twee burgerhuizen, Villa Yvonne en Villa Adolphe                                  | Oui                   |                                  | Blankenberge      | P. Benoitstraat 10          | 51° 18′ 51″ nord, 3° 07′ 33″ est | 44979               | Téléverser                                                             |
| (nl) Pand                                                                              |                       |                                  | Blankenberge      | P. Devauxstraat 17          | 51° 18′ 46″ nord, 3° 07′ 52″ est | 44980               | Téléverser                                                             |
| (nl) Burgerhuis Quiétude                                                               |                       |                                  | Blankenberge      | Prinsenlaan 3               | 51° 19′ 00″ nord, 3° 08′ 09″ est | 44982               | Téléverser                                                             |
| (nl) Hotel Grenadine                                                                   |                       |                                  | Blankenberge      | Prinsenlaan 7               | 51° 19′ 00″ nord, 3° 08′ 09″ est | 44983               | Téléverser                                                             |
| (nl) Burgerhuis                                                                        |                       |                                  | Blankenberge      | Prinsenlaan 17              | 51° 18′ 59″ nord, 3° 08′ 10″ est | 44984               | Téléverser                                                             |
| (nl) Bel-etageburgerhuis                                                               | Oui                   |                                  | Blankenberge      | Rogierlaan 1                | 51° 18′ 58″ nord, 3° 07′ 55″ est | 44985               | Téléverser                                                             |
| (nl) Twee modernistische burgerhuizen                                                  |                       |                                  | Blankenberge      | Onderwijsstraat 18          | 51° 18′ 52″ nord, 3° 07′ 55″ est | 44975               | Téléverser                                                             |
| (nl) Hoekpand, hotel Marie-José                                                        |                       |                                  | Blankenberge      | Marie-Josélaan 2            | 51° 18′ 54″ nord, 3° 08′ 01″ est | 44956               | Téléverser                                                             |
| (nl) Hoekpand, L'Océan, pension Floréal                                                | Oui                   |                                  | Blankenberge      | Weststraat 46               | 51° 18′ 52″ nord, 3° 07′ 35″ est | 45031               | Téléverser                                                             |
| (nl) Bel-etageburgerhuis                                                               | Oui                   |                                  | Blankenberge      | Rogierlaan 22               | 51° 19′ 00″ nord, 3° 08′ 01″ est | 44995               | Téléverser                                                             |
| (nl) Panden                                                                            |                       |                                  | Blankenberge      | Weststraat 77               | 51° 18′ 50″ nord, 3° 07′ 38″ est | 45032               | Téléverser                                                             |
| (nl) Samenstel van burgerhuizen                                                        | Oui                   |                                  | Blankenberge      | Weststraat 90               | 51° 18′ 47″ nord, 3° 07′ 47″ est | 45033               | Téléverser                                                             |
| (nl) Samenstel van burgerhuizen                                                        | Oui                   |                                  | Blankenberge      | Weststraat 92               | 51° 18′ 47″ nord, 3° 07′ 47″ est | 45033               | Téléverser                                                             |
| (nl) Hoekpanden                                                                        |                       |                                  | Blankenberge      | Manitobaplein 2             | 51° 18′ 53″ nord, 3° 07′ 42″ est | 44952               | Téléverser                                                             |
| (nl) Hoekpanden                                                                        |                       |                                  | Blankenberge      | Manitobaplein 4             | 51° 18′ 53″ nord, 3° 07′ 42″ est | 44952               | Téléverser                                                             |
| (nl) Hoekpanden                                                                        |                       |                                  | Blankenberge      | Manitobaplein 6             | 51° 18′ 53″ nord, 3° 07′ 42″ est | 44952               | Téléverser                                                             |
| (nl) Hoekpand                                                                          |                       |                                  | Blankenberge      | Weststraat 72               | 51° 18′ 50″ nord, 3° 07′ 40″ est | 44967               | Téléverser                                                             |
| (nl) Hotel Old Bridge                                                                  |                       |                                  | Blankenberge      | Marie-Josélaan 25           | 51° 18′ 50″ nord, 3° 08′ 04″ est | 44955               | Téléverser                                                             |
| (nl) Bel-etageburgerhuis                                                               |                       |                                  | Blankenberge      | Rogierlaan 31               | 51° 19′ 00″ nord, 3° 08′ 04″ est | 44997               | Téléverser                                                             |
| (nl) Burgerhuis                                                                        |                       |                                  | Blankenberge      | Marie-Josélaan 6            | 51° 18′ 53″ nord, 3° 08′ 01″ est | 44957               | Téléverser                                                             |
| (nl) Burgerhuis                                                                        |                       |                                  | Blankenberge      | Marie-Josélaan 16           | 51° 18′ 52″ nord, 3° 08′ 03″ est | 44958               | Téléverser                                                             |
| (nl) Burgerhuis Lisette                                                                |                       |                                  | Blankenberge      | Marie-Josélaan 17           | 51° 18′ 51″ nord, 3° 08′ 02″ est | 44959               | Téléverser                                                             |
| (nl) Appartement, nr. 19 Jer??me                                                       |                       |                                  | Blankenberge      | Marie-Josélaan 19           | 51° 18′ 51″ nord, 3° 08′ 02″ est | 44960               | Téléverser                                                             |
| (nl) Appartement, nr. 19 Jer??me                                                       |                       |                                  | Blankenberge      | Marie-Josélaan 21           | 51° 18′ 51″ nord, 3° 08′ 02″ est | 44960               | Téléverser                                                             |
| (nl) Hoekpand                                                                          |                       |                                  | Blankenberge      | J. de Troozlaan 61          | 51° 18′ 58″ nord, 3° 08′ 04″ est | 44961               | Téléverser                                                             |
| (nl) Burgerhuis                                                                        |                       |                                  | Blankenberge      | Mingerslaan 2               | 51° 18′ 58″ nord, 3° 08′ 05″ est | 44962               | Téléverser                                                             |
| (nl) Burgerhuis, Villa Albert                                                          |                       |                                  | Blankenberge      | Mingerslaan 6               | 51° 18′ 58″ nord, 3° 08′ 07″ est | 44963               | Téléverser                                                             |
| (nl) Burgerhuis                                                                        |                       |                                  | Blankenberge      | Mingerslaan 8               | 51° 18′ 58″ nord, 3° 08′ 07″ est | 44964               | Téléverser                                                             |
| (nl) Hotel Manitoba                                                                    |                       |                                  | Blankenberge      | Manitobaplein 11            | 51° 18′ 51″ nord, 3° 07′ 41″ est | 44953               | Téléverser                                                             |
| (nl) Huis met eenvoudige lijstgevel                                                    | Oui                   |                                  | Blankenberge      | Rogierlaan 13               | 51° 18′ 59″ nord, 3° 07′ 58″ est | 45122               | Téléverser                                                             |
| (nl) Burgerhuis, Villa Nelly                                                           | Oui                   |                                  | Blankenberge      | Elisabethstraat 18          | 51° 18′ 55″ nord, 3° 07′ 54″ est | 45103               | Téléverser                                                             |
| (nl) Bel-etageburgerhuis                                                               | Oui                   |                                  | Blankenberge      | Elisabethstraat 20          | 51° 18′ 55″ nord, 3° 07′ 55″ est | 45104               | Téléverser                                                             |
| (nl) Burgerhuis                                                                        | Oui                   |                                  | Blankenberge      | J. de Troozlaan 36          | 51° 18′ 54″ nord, 3° 07′ 58″ est | 45107               | Téléverser                                                             |
| (nl) Burgerhuis                                                                        | Oui                   |                                  | Blankenberge      | Malecotstraat 4             | 51° 18′ 58″ nord, 3° 07′ 55″ est | 45109               | Téléverser                                                             |
| (nl) Gebouw                                                                            |                       |                                  | Blankenberge      | Onderwijsstraat 4           | 51° 18′ 54″ nord, 3° 07′ 53″ est | 45116               | Téléverser                                                             |
| (nl) Gebouw                                                                            |                       |                                  | Blankenberge      | Onderwijsstraat 6           | 51° 18′ 54″ nord, 3° 07′ 53″ est | 45117               | Téléverser                                                             |
| (nl) Gebouw                                                                            |                       |                                  | Blankenberge      | Onderwijsstraat 8           | 51° 18′ 54″ nord, 3° 07′ 53″ est | 45118               | Téléverser                                                             |
| (nl) Pension Lucullus                                                                  | Oui                   |                                  | Blankenberge      | Rogierlaan 4                | 51° 18′ 58″ nord, 3° 07′ 56″ est | 45119               | Téléverser                                                             |
| (nl) Appartementsgebouw, Grand Hotel Pauwels-D'Hondt                                   |                       |                                  | Blankenberge      | Zeedijk 123                 | 51° 18′ 56″ nord, 3° 07′ 34″ est | 45048               | Téléverser                                                             |
| (nl) Bel-etageburgerhuis                                                               | Oui                   |                                  | Blankenberge      | Rogierlaan 6                | 51° 18′ 58″ nord, 3° 07′ 57″ est | 45121               | Téléverser                                                             |
| (nl) Burgerhuis in neo-Vlaamse renaissancestijl                                        | Oui                   |                                  | Blankenberge      | Albertstraat 23             | 51° 18′ 57″ nord, 3° 07′ 52″ est | 45093               | (nl) Burgerhuis in neo-Vlaamse renaissancestijl                        |
| (nl) Burgerhuis Culot Quezzo                                                           |                       |                                  | Blankenberge      | Hanneusestraat 1            | 51° 18′ 53″ nord, 3° 08′ 04″ est | 47640               | Téléverser                                                             |
| (nl) Neoclassicistische woning                                                         | Oui                   |                                  | Blankenberge      | Albertstraat 33             | 51° 18′ 57″ nord, 3° 07′ 53″ est | 48067               | Téléverser                                                             |
| (nl) Neoclassicistische woning                                                         | Oui                   |                                  | Blankenberge      | Albertstraat 35             | 51° 18′ 57″ nord, 3° 07′ 53″ est | 48067               | Téléverser                                                             |
| (nl) Twee bel-etageburgerwoningen                                                      | Oui                   |                                  | Blankenberge      | Elisabethstraat 8           | 51° 18′ 55″ nord, 3° 07′ 53″ est | 48068               | (nl) Twee bel-etageburgerwoningen                                      |
| (nl) Twee bel-etageburgerwoningen                                                      | Oui                   |                                  | Blankenberge      | Elisabethstraat 10          | 51° 18′ 55″ nord, 3° 07′ 53″ est | 48068               | Téléverser                                                             |
| (nl) Burgerhuis                                                                        |                       |                                  | Blankenberge      | Weststraat 94               | 51° 18′ 47″ nord, 3° 07′ 48″ est | 45034               | Téléverser                                                             |
| (nl) Koperen beeld Blankenberge huldigt zijn zeehelden                                 |                       |                                  | Blankenberge      | Zeedijk                     | 51° 18′ 45″ nord, 3° 06′ 50″ est | 45039               | (nl) Koperen beeld Blankenberge huldigt zijn zeehelden                 |
| (nl) Samenstel van burgerhuizen                                                        | Oui                   |                                  | Blankenberge      | Rogierlaan 24               | 51° 19′ 00″ nord, 3° 08′ 01″ est | 44996               | Téléverser                                                             |
| (nl) Burgerhuis                                                                        | Oui                   |                                  | Blankenberge      | Rogierlaan 5                | 51° 18′ 58″ nord, 3° 07′ 56″ est | 45120               | Téléverser                                                             |
| (nl) Bunker                                                                            |                       |                                  | Uitkerke          | Scharebrugstraat            | 51° 18′ 20″ nord, 3° 07′ 31″ est | 45084               | Téléverser                                                             |
| (nl) Drie burgerhuizen, Villa Ypriana, Villa Leon-Josephine en Villa Marcelle-Juliette |                       |                                  | Uitkerke          | Kerkstraat 265              | 51° 18′ 29″ nord, 3° 08′ 14″ est | 45074               | Téléverser                                                             |
| (nl) Neoclassicistische bel-etageburgerwoningen                                        |                       |                                  | Uitkerke          | Kerkstraat 269              | 51° 18′ 28″ nord, 3° 08′ 15″ est | 45075               | Téléverser                                                             |
| (nl) Kasteel van Uitkerke met bijhorende boerderij                                     | Oui                   |                                  | Uitkerke          | Kerkstraat 420              | 51° 18′ 20″ nord, 3° 08′ 37″ est | 45077               | (nl) Kasteel van Uitkerke met bijhorende boerderij                     |
| (nl) Twee burgerhuizen                                                                 |                       |                                  | Uitkerke          | Kerkstraat 337              | 51° 18′ 21″ nord, 3° 08′ 23″ est | 45078               | Téléverser                                                             |
| (nl) Twee burgerhuizen                                                                 |                       |                                  | Uitkerke          | Kerkstraat 339              | 51° 18′ 21″ nord, 3° 08′ 23″ est | 45078               | Téléverser                                                             |
| (nl) Sint-Amanduskerk, kerkhofmuur en gedenkzuil                                       |                       |                                  | Uitkerke          | Ruiterstraat 1              | 51° 18′ 13″ nord, 3° 08′ 33″ est | 45079               | (nl) Sint-Amanduskerk, kerkhofmuur en gedenkzuil                       |
| (nl) Arduinen gedenkzuil (bij de Sint-Amanduskerk)                                     |                       |                                  | Uitkerke          | Kerkstraat                  | 51° 18′ 15″ nord, 3° 08′ 32″ est | 45080               | Téléverser                                                             |
| (nl) Scheewege, hoeve met losse bestanddelen                                           |                       |                                  | Uitkerke          | Kuiperscheeweg 2            | 51° 17′ 27″ nord, 3° 09′ 08″ est | 45081               | Téléverser                                                             |
| (nl) Burgerhuis                                                                        | Oui                   |                                  | Blankenberge      | Elisabethstraat 14          | 51° 18′ 55″ nord, 3° 07′ 54″ est | 45102               | Téléverser                                                             |
| (nl) Klooster en school                                                                |                       |                                  | Uitkerke          | Schaapstraat 8              | 51° 18′ 15″ nord, 3° 08′ 37″ est | 45082               | Téléverser                                                             |
| (nl) Gebouw                                                                            |                       |                                  | Blankenberge      | Descampsstraat 6            | 51° 18′ 54″ nord, 3° 07′ 54″ est | 45096               | Téléverser                                                             |
| (nl) Historische hoeve, Blauwe Duivekeet                                               |                       |                                  | Uitkerke          | Scharebrugstraat 154        | 51° 17′ 33″ nord, 3° 07′ 15″ est | 45085               | Téléverser                                                             |
| (nl) Maantje's Kapelletje                                                              |                       |                                  | Uitkerke          | Scharebrugstraat            | 51° 18′ 15″ nord, 3° 07′ 28″ est | 45086               | (nl) Maantje's Kapelletje                                              |
| (nl) Burgerhuis                                                                        |                       |                                  | Uitkerke          | Zeebruggelaan 5             | 51° 18′ 19″ nord, 3° 08′ 30″ est | 45087               | Téléverser                                                             |
| (nl) Historische hoeve Raaswalle                                                       | Oui                   |                                  | Uitkerke          | Zeebruggelaan 163           | 51° 18′ 47″ nord, 3° 09′ 31″ est | 45088               | (nl) Historische hoeve Raaswalle                                       |
| (nl) Huizen                                                                            |                       |                                  | Blankenberge      | Albertstraat 7              | 51° 18′ 56″ nord, 3° 07′ 50″ est | 45090               | Téléverser                                                             |
| (nl) Huizen                                                                            |                       |                                  | Blankenberge      | Albertstraat 9              | 51° 18′ 56″ nord, 3° 07′ 50″ est | 45090               | Téléverser                                                             |
| (nl) Huis                                                                              |                       |                                  | Blankenberge      | Albertstraat 13             | 51° 18′ 56″ nord, 3° 07′ 51″ est | 45091               | Téléverser                                                             |
| (nl) Huis                                                                              |                       |                                  | Blankenberge      | Albertstraat 15             | 51° 18′ 57″ nord, 3° 07′ 52″ est | 45092               | Téléverser                                                             |
| (nl) Handels- en appartementsgebouw, Petit Rouge                                       |                       |                                  | Blankenberge      | Kerkstraat 3                | 51° 18′ 57″ nord, 3° 07′ 41″ est | 45049               | Téléverser                                                             |
| (nl) Eenheidsbebouwing van arbeidershuizen                                             |                       |                                  | Uitkerke          | K. Deswertlaan 99           | 51° 18′ 29″ nord, 3° 07′ 42″ est | 45072               | Téléverser                                                             |
| (nl) Eenheidsbebouwing van arbeidershuizen                                             |                       |                                  | Uitkerke          | K. Deswertlaan 120          | 51° 18′ 29″ nord, 3° 07′ 44″ est | 45071               | Téléverser                                                             |
| (nl) Eenheidsbebouwing van arbeidershuizen                                             |                       |                                  | Uitkerke          | K. Deswertlaan 122          | 51° 18′ 29″ nord, 3° 07′ 44″ est | 45071               | Téléverser                                                             |
| (nl) Eenheidsbebouwing van arbeidershuizen                                             |                       |                                  | Uitkerke          | K. Deswertlaan 124          | 51° 18′ 29″ nord, 3° 07′ 44″ est | 45071               | Téléverser                                                             |
| (nl) Eenheidsbebouwing van arbeidershuizen                                             |                       |                                  | Uitkerke          | K. Deswertlaan 126          | 51° 18′ 29″ nord, 3° 07′ 44″ est | 45071               | Téléverser                                                             |
| (nl) Eenheidsbebouwing van arbeidershuizen                                             |                       |                                  | Uitkerke          | K. Deswertlaan 87           | 51° 18′ 29″ nord, 3° 07′ 42″ est | 45072               | Téléverser                                                             |
| (nl) Eenheidsbebouwing van arbeidershuizen                                             |                       |                                  | Uitkerke          | K. Deswertlaan 89           | 51° 18′ 29″ nord, 3° 07′ 42″ est | 45072               | Téléverser                                                             |
| (nl) Eenheidsbebouwing van arbeidershuizen                                             |                       |                                  | Uitkerke          | K. Deswertlaan 91           | 51° 18′ 29″ nord, 3° 07′ 42″ est | 45072               | Téléverser                                                             |
| (nl) Eenheidsbebouwing van arbeidershuizen                                             |                       |                                  | Uitkerke          | K. Deswertlaan 93           | 51° 18′ 29″ nord, 3° 07′ 42″ est | 45072               | Téléverser                                                             |
| (nl) Phare                                                                             | Oui                   |                                  | Blankenberge      | Zeedijk 1                   | 51° 18′ 45″ nord, 3° 06′ 52″ est | 45044               | (nl) Phare                                                             |
| (nl) Eenheidsbebouwing van arbeidershuizen                                             |                       |                                  | Uitkerke          | K. Deswertlaan 97           | 51° 18′ 29″ nord, 3° 07′ 42″ est | 45072               | Téléverser                                                             |
| (nl) Eenheidsbebouwing van arbeidershuizen                                             |                       |                                  | Uitkerke          | K. Deswertlaan 114          | 51° 18′ 29″ nord, 3° 07′ 44″ est | 45071               | Téléverser                                                             |
| (nl) Eenheidsbebouwing van arbeidershuizen                                             |                       |                                  | Uitkerke          | K. Deswertlaan 101          | 51° 18′ 29″ nord, 3° 07′ 42″ est | 45072               | Téléverser                                                             |
| (nl) Eenheidsbebouwing van arbeidershuizen                                             |                       |                                  | Uitkerke          | K. Deswertlaan 103          | 51° 18′ 29″ nord, 3° 07′ 42″ est | 45072               | Téléverser                                                             |
| (nl) Bel-etageburgerhuis, Villa Jeanne                                                 |                       |                                  | Uitkerke          | Kerkstraat 239              | 51° 18′ 31″ nord, 3° 08′ 11″ est | 45073               | Téléverser                                                             |
| (nl) Drie burgerhuizen, Villa Ypriana, Villa Leon-Josephine en Villa Marcelle-Juliette |                       |                                  | Uitkerke          | Kerkstraat 261              | 51° 18′ 29″ nord, 3° 08′ 14″ est | 45074               | Téléverser                                                             |
| (nl) Drie burgerhuizen, Villa Ypriana, Villa Leon-Josephine en Villa Marcelle-Juliette |                       |                                  | Uitkerke          | Kerkstraat 263              | 51° 18′ 29″ nord, 3° 08′ 14″ est | 45074               | Téléverser                                                             |
| (nl) Samenstel van bel-etageburgerhuizen                                               | Oui                   |                                  | Blankenberge      | Rogierlaan 9                | 51° 18′ 59″ nord, 3° 07′ 58″ est | 44989               | Téléverser                                                             |
| (nl) Samenstel van burgerhuizen                                                        | Oui                   |                                  | Blankenberge      | Rogierlaan 23               | 51° 19′ 00″ nord, 3° 08′ 01″ est | 44996               | Téléverser                                                             |
| (nl) Bel-etageburgerhuis Villa Anna                                                    | Oui                   |                                  | Blankenberge      | Rogierlaan 2                | 51° 18′ 58″ nord, 3° 07′ 55″ est | 44986               | Téléverser                                                             |
| (nl) Eenheidsbebouwing van arbeidershuizen                                             |                       |                                  | Uitkerke          | K. Deswertlaan 95           | 51° 18′ 29″ nord, 3° 07′ 42″ est | 45072               | Téléverser                                                             |
| (nl) Drie pensions, nr. 225 Villa Sint Georges                                         |                       |                                  | Blankenberge      | Zeedijk 233                 | 51° 19′ 08″ nord, 3° 08′ 23″ est | 45060               | Téléverser                                                             |
| (nl) Casino                                                                            |                       |                                  | Blankenberge      | Zeedijk 150                 | 51° 18′ 58″ nord, 3° 07′ 47″ est | 45051               | (nl) Casino                                                            |
| Monument à Lippens et De Bruyne                                                        | Oui                   |                                  | Blankenberge      | Zeedijk                     | 51° 18′ 58″ nord, 3° 07′ 36″ est | 45052               | Monument à Lippens et De Bruyne                                        |
| (nl) King Beach, restaurant-dancing, badinstelling                                     |                       |                                  | Blankenberge      | Zeedijk                     | 51° 19′ 00″ nord, 3° 07′ 45″ est | 45053               | Téléverser                                                             |
| (nl) Hoekgebouw, Hotel B??rgerhof                                                      |                       |                                  | Blankenberge      | Zeedijk 211                 | 51° 19′ 06″ nord, 3° 08′ 15″ est | 45056               | Téléverser                                                             |
| (nl) De Pier                                                                           | Oui                   |                                  | Blankenberge      | Zeedijk 215_2               | 51° 19′ 14″ nord, 3° 08′ 13″ est | 45057               | (nl) De Pier                                                           |
| (nl) Residentie, Palais du Comte Jean                                                  | Oui                   |                                  | Blankenberge      | Zeedijk 214                 | 51° 19′ 06″ nord, 3° 08′ 17″ est | 45058               | (nl) Residentie, Palais du Comte Jean                                  |
| (nl) Residentie, Palais du Comte Jean                                                  | Oui                   |                                  | Blankenberge      | Zeedijk 215                 | 51° 19′ 06″ nord, 3° 08′ 17″ est | 45058               | (nl) Residentie, Palais du Comte Jean                                  |
| (nl) Modernistisch appartementsgebouw, Residence Horizon Bleu                          |                       |                                  | Blankenberge      | Zeedijk 216                 | 51° 19′ 07″ nord, 3° 08′ 18″ est | 45059               | Téléverser                                                             |
| (nl) Eenheidsbebouwing van arbeidershuizen                                             |                       |                                  | Uitkerke          | K. Deswertlaan 118          | 51° 18′ 29″ nord, 3° 07′ 44″ est | 45071               | Téléverser                                                             |
| (nl) Drie pensions, nr. 225 Villa Sint Georges                                         |                       |                                  | Blankenberge      | Zeedijk 232                 | 51° 19′ 08″ nord, 3° 08′ 23″ est | 45060               | Téléverser                                                             |
| (nl) Eenheidsbebouwing van arbeidershuizen                                             |                       |                                  | Uitkerke          | K. Deswertlaan 116          | 51° 18′ 29″ nord, 3° 07′ 44″ est | 45071               | Téléverser                                                             |
| (nl) Sint-Jobskapelletje                                                               | Oui                   |                                  | Uitkerke          | Blankenbergse Dijk          | 51° 17′ 10″ nord, 3° 08′ 24″ est | 45062               | Téléverser                                                             |
| (nl) Hoeve, 't Klokhof                                                                 |                       |                                  | Uitkerke          | Blankenbergse Dijk 83       | 51° 18′ 01″ nord, 3° 08′ 22″ est | 45063               | Téléverser                                                             |
| (nl) Hoeve Ter Meersen                                                                 |                       |                                  | Uitkerke          | Blankenbergse Dijk 87       | 51° 17′ 47″ nord, 3° 08′ 00″ est | 45064               | Téléverser                                                             |
| (nl) Langgestrekt hoevetje                                                             |                       |                                  | Uitkerke          | Blankenbergse Dijk 158      | 51° 17′ 26″ nord, 3° 08′ 30″ est | 45065               | Téléverser                                                             |
| (nl) Hoeve, Meiboom                                                                    |                       |                                  | Uitkerke          | Brugse Steenweg 129         | 51° 17′ 31″ nord, 3° 09′ 21″ est | 45067               | Téléverser                                                             |
| (nl) Rustooord van het O.C.M.W., De Strandjutter                                       |                       |                                  | Uitkerke          | Frans Masereellaan 9        | 51° 18′ 45″ nord, 3° 08′ 39″ est | 45068               | Téléverser                                                             |
| (nl) Klein hoevetje, Groenhoeve                                                        |                       |                                  | Uitkerke          | Groendijk 57                | 51° 18′ 08″ nord, 3° 10′ 21″ est | 45069               | Téléverser                                                             |
| (nl) Hoevetje De Rode Poort                                                            |                       |                                  | Uitkerke          | Hooistraat 10               | 51° 17′ 02″ nord, 3° 07′ 53″ est | 45070               | Téléverser                                                             |
| (nl) Samenstel van burgerhuizen                                                        | Oui                   |                                  | Blankenberge      | Rogierlaan 25               | 51° 19′ 00″ nord, 3° 08′ 01″ est | 44996               | Téléverser                                                             |
| (nl) Drie pensions, nr. 225 Villa Sint Georges                                         |                       |                                  | Blankenberge      | Zeedijk 225                 | 51° 19′ 08″ nord, 3° 08′ 23″ est | 45060               | Téléverser                                                             |
| (nl) Appartementsgebouw                                                                |                       |                                  | Blankenberge      | de Smet de Naeyerlaan 46    | 51° 18′ 44″ nord, 3° 07′ 18″ est | 44853               | Téléverser                                                             |
| (nl) Café Les Vedettes, hoekgebouw                                                     |                       |                                  | Blankenberge      | de Smet de Naeyerlaan 2     | 51° 18′ 47″ nord, 3° 07′ 26″ est | 44849               | (nl) Café Les Vedettes, hoekgebouw                                     |
| (nl) Hotel Beaufort, hoekpand                                                          | Oui                   |                                  | Blankenberge      | de Smet de Naeyerlaan 11    | 51° 18′ 45″ nord, 3° 07′ 19″ est | 44850               | Téléverser                                                             |
| (nl) Bel-etageburgerwoningen en kleine appartementsgebo                                |                       |                                  | Blankenberge      | de Smet de Naeyerlaan 20    | 51° 18′ 44″ nord, 3° 07′ 35″ est | 44851               | Téléverser                                                             |
| (nl) Bel-etageburgerwoningen en kleine appartementsgebo                                |                       |                                  | Blankenberge      | de Smet de Naeyerlaan 22    | 51° 18′ 44″ nord, 3° 07′ 35″ est | 44851               | Téléverser                                                             |
| (nl) Bel-etageburgerwoningen en kleine appartementsgebo                                |                       |                                  | Blankenberge      | de Smet de Naeyerlaan 28    | 51° 18′ 44″ nord, 3° 07′ 35″ est | 44851               | Téléverser                                                             |
| (nl) Bel-etageburgerwoningen en kleine appartementsgebo                                |                       |                                  | Blankenberge      | de Smet de Naeyerlaan 30    | 51° 18′ 44″ nord, 3° 07′ 35″ est | 44851               | Téléverser                                                             |
| (nl) Bel-etageburgerwoningen en kleine appartementsgebo                                |                       |                                  | Blankenberge      | de Smet de Naeyerlaan 95    | 51° 18′ 44″ nord, 3° 07′ 35″ est | 44851               | Téléverser                                                             |
| (nl) Bel-etageburgerwoningen en kleine appartementsgebo                                |                       |                                  | Blankenberge      | de Smet de Naeyerlaan 105   | 51° 18′ 44″ nord, 3° 07′ 35″ est | 44851               | Téléverser                                                             |
| (nl) Stedelijke Academie voor Muziek en Woord                                          | Oui                   |                                  | Blankenberge      | de Smet de Naeyerlaan 141   | 51° 18′ 42″ nord, 3° 07′ 44″ est | 44860               | Téléverser                                                             |
| (nl) Bel-etageburgerwoning                                                             |                       |                                  | Blankenberge      | de Smet de Naeyerlaan 24    | 51° 18′ 46″ nord, 3° 07′ 35″ est | 44852               | Téléverser                                                             |
| (nl) Art Deco appartementsgebouw                                                       |                       |                                  | Blankenberge      | de Limburg Stirumstraat 44  | 51° 18′ 40″ nord, 3° 07′ 32″ est | 44845               | Téléverser                                                             |
| (nl) Appartementsgebouw                                                                |                       |                                  | Blankenberge      | de Smet de Naeyerlaan 5     | 51° 18′ 44″ nord, 3° 07′ 18″ est | 44853               | Téléverser                                                             |
| (nl) Bel-etageburgerhuis                                                               | Oui                   |                                  | Blankenberge      | de Smet de Naeyerlaan 63    | 51° 18′ 46″ nord, 3° 07′ 26″ est | 44854               | Téléverser                                                             |
| (nl) Hoekpand                                                                          |                       |                                  | Blankenberge      | de Smet de Naeyerlaan 65    | 51° 18′ 46″ nord, 3° 07′ 26″ est | 44855               | Téléverser                                                             |
| (nl) Villa Berthe                                                                      |                       |                                  | Blankenberge      | de Smet de Naeyerlaan 95    | 51° 18′ 44″ nord, 3° 07′ 35″ est | 44857               | Téléverser                                                             |
| (nl) Herenhuis in neo-Vlaamse Renaissance                                              |                       |                                  | Blankenberge      | de Smet de Naeyerlaan 99    | 51° 18′ 44″ nord, 3° 07′ 36″ est | 44858               | Téléverser                                                             |
| (nl) Appartementsgebouw                                                                |                       |                                  | Blankenberge      | de Smet de Naeyerlaan 111   | 51° 18′ 44″ nord, 3° 07′ 38″ est | 44859               | Téléverser                                                             |
| (nl) Appartementsgebouw                                                                |                       |                                  | Blankenberge      | de Smet de Naeyerlaan 113   | 51° 18′ 44″ nord, 3° 07′ 38″ est | 44859               | Téléverser                                                             |
| (nl) Bel-etagewoning                                                                   | Oui                   |                                  | Blankenberge      | Rogierlaan 7                | 51° 18′ 58″ nord, 3° 07′ 57″ est | 44988               | Téléverser                                                             |
| (nl) Bel-etageburgerwoningen en kleine appartementsgebo                                |                       |                                  | Blankenberge      | de Smet de Naeyerlaan 117   | 51° 18′ 44″ nord, 3° 07′ 35″ est | 44851               | Téléverser                                                             |
| (nl) Kasteeltje in ommuurde site                                                       |                       |                                  | Blankenberge      | J. Vande Puttelaan 7        | 51° 18′ 37″ nord, 3° 08′ 15″ est | 44909               | Téléverser                                                             |
| (nl) Samenstel van Belle Epoqueburgerhuizen                                            |                       |                                  | Blankenberge      | J. de Troozlaan 22          | 51° 18′ 53″ nord, 3° 07′ 57″ est | 44902               | Téléverser                                                             |
| (nl) Burgerhuis                                                                        |                       |                                  | Blankenberge      | J. de Troozlaan 25          | 51° 18′ 53″ nord, 3° 07′ 59″ est | 44903               | Téléverser                                                             |
| (nl) Samenstel van drie bel-etagewoningen                                              | Oui                   |                                  | Blankenberge      | J. de Troozlaan 28          | 51° 18′ 54″ nord, 3° 07′ 58″ est | 44904               | Téléverser                                                             |
| (nl) Samenstel van drie bel-etagewoningen                                              | Oui                   |                                  | Blankenberge      | J. de Troozlaan 30          | 51° 18′ 54″ nord, 3° 07′ 58″ est | 44904               | Téléverser                                                             |
| (nl) Samenstel van drie bel-etagewoningen                                              | Oui                   |                                  | Blankenberge      | J. de Troozlaan 32          | 51° 18′ 54″ nord, 3° 07′ 58″ est | 44904               | Téléverser                                                             |
| (nl) Burgerhuis La Tourelle, Dit huis is het Torentje genaemd van 1906                 | Oui                   |                                  | Blankenberge      | J. de Troozlaan 34          | 51° 18′ 54″ nord, 3° 07′ 58″ est | 44905               | Téléverser                                                             |
| (nl) Eclectisch hoekpand Villa Ang?¿le                                                 | Oui                   |                                  | Blankenberge      | J. de Troozlaan 38          | 51° 18′ 54″ nord, 3° 07′ 58″ est | 44906               | Téléverser                                                             |
| (nl) Stadhuis                                                                          |                       |                                  | Blankenberge      | J.F. Kennedyplein 1         | 51° 18′ 39″ nord, 3° 07′ 57″ est | 44907               | (nl) Stadhuis                                                          |
| (nl) Hotel Pension Flots du Nord of Philippe                                           |                       |                                  | Blankenberge      | De Saedeleerhelling 7       | 51° 19′ 06″ nord, 3° 08′ 19″ est | 44847               | Téléverser                                                             |
| (nl) Kasteeltje in ommuurde site                                                       |                       |                                  | Blankenberge      | J. Vande Puttelaan 5        | 51° 18′ 37″ nord, 3° 08′ 15″ est | 44909               | Téléverser                                                             |
| (nl) Dubbel appartementsgebouw                                                         |                       |                                  | Blankenberge      | De Saedeleerhelling 3       | 51° 19′ 06″ nord, 3° 08′ 19″ est | 44846               | Téléverser                                                             |
| (nl) Burgerhuis, Villa Victor                                                          |                       |                                  | Blankenberge      | K. Deswertlaan 15           | 51° 18′ 40″ nord, 3° 07′ 48″ est | 44910               | Téléverser                                                             |
| (nl) Burgerhuis, Villa Ten Zal                                                         |                       |                                  | Blankenberge      | K. Deswertlaan 37           | 51° 18′ 38″ nord, 3° 07′ 47″ est | 44911               | Téléverser                                                             |
| (nl) Herenhuis                                                                         |                       |                                  | Blankenberge      | K. Deswertlaan 65           | 51° 18′ 35″ nord, 3° 07′ 46″ est | 44912               | Téléverser                                                             |
| (nl) Herenhuis Villa Pourquoi Pas                                                      |                       |                                  | Blankenberge      | K. Deswertlaan 67           | 51° 18′ 35″ nord, 3° 07′ 45″ est | 44913               | Téléverser                                                             |
| (nl) Tweewoonst                                                                        |                       |                                  | Blankenberge      | K. Deswertlaan 82           | 51° 18′ 35″ nord, 3° 07′ 47″ est | 44914               | Téléverser                                                             |
| (nl) Tweewoonst                                                                        |                       |                                  | Blankenberge      | K. Deswertlaan 84           | 51° 18′ 35″ nord, 3° 07′ 47″ est | 44914               | Téléverser                                                             |
| (nl) Appartementsgebouwen Denise en Villa Julien                                       |                       |                                  | Blankenberge      | de Limburg Stirumstraat 23  | 51° 18′ 42″ nord, 3° 07′ 31″ est | 44844               | Téléverser                                                             |
| (nl) Appartementsgebouwen Denise en Villa Julien                                       |                       |                                  | Blankenberge      | de Limburg Stirumstraat 25  | 51° 18′ 42″ nord, 3° 07′ 31″ est | 44844               | Téléverser                                                             |
| (nl) Stedelijke Academie voor Muziek en Woord                                          | Oui                   |                                  | Blankenberge      | de Smet de Naeyerlaan 143   | 51° 18′ 42″ nord, 3° 07′ 44″ est | 44860               | Téléverser                                                             |
| (nl) Electriciteitscabine                                                              |                       |                                  | Blankenberge      | J. Vande Puttelaan          | 51° 18′ 46″ nord, 3° 08′ 08″ est | 44908               | Téléverser                                                             |
| (nl) Vrij gezondheidscentrum Oostkust                                                  |                       |                                  | Blankenberge      | Astridlaan 35               | 51° 18′ 57″ nord, 3° 08′ 24″ est | 44833               | Téléverser                                                             |
| (nl) Dubbel appartementsgebouw                                                         |                       |                                  | Blankenberge      | A. Ruzettelaan 57           | 51° 19′ 03″ nord, 3° 08′ 19″ est | 44823               | Téléverser                                                             |
| (nl) Neoclassicistisch burgerhuis                                                      | Oui                   |                                  | Blankenberge      | Albertstraat 17             | 51° 18′ 57″ nord, 3° 07′ 52″ est | 44825               | (nl) Neoclassicistisch burgerhuis                                      |
| (nl) Eclectische burgerhuizen, Prince Albert en Princesse Elisabeth                    | Oui                   |                                  | Blankenberge      | Albertstraat 19             | 51° 18′ 57″ nord, 3° 07′ 52″ est | 44826               | (nl) Eclectische burgerhuizen, Prince Albert en Princesse Elisabeth    |
| (nl) Eclectische burgerhuizen, Prince Albert en Princesse Elisabeth                    | Oui                   |                                  | Blankenberge      | Albertstraat 21             | 51° 18′ 57″ nord, 3° 07′ 52″ est | 44826               | (nl) Eclectische burgerhuizen, Prince Albert en Princesse Elisabeth    |
| (nl) Huizen, La Quiétude en La Sérénité                                                | Oui                   |                                  | Blankenberge      | Albertstraat 25             | 51° 18′ 57″ nord, 3° 07′ 53″ est | 44827               | (nl) Huizen, La Quiétude en La Sérénité                                |
| (nl) Huizen, La Quiétude en La Sérénité                                                | Oui                   |                                  | Blankenberge      | Albertstraat 27             | 51° 18′ 57″ nord, 3° 07′ 53″ est | 44827               | (nl) Huizen, La Quiétude en La Sérénité                                |
| (nl) Twee bel-etageburgerwoningen                                                      | Oui                   |                                  | Blankenberge      | Albertstraat 29             | 51° 18′ 57″ nord, 3° 07′ 53″ est | 44828               | Téléverser                                                             |
| (nl) Twee bel-etageburgerwoningen                                                      | Oui                   |                                  | Blankenberge      | Albertstraat 31             | 51° 18′ 57″ nord, 3° 07′ 53″ est | 44828               | Téléverser                                                             |
| (nl) Appartementsgebouw                                                                |                       |                                  | Blankenberge      | de Smet de Naeyerlaan 115   | 51° 18′ 44″ nord, 3° 07′ 38″ est | 44859               | Téléverser                                                             |
| (nl) Hoekappartement                                                                   |                       |                                  | Blankenberge      | Astridlaan 1                | 51° 19′ 03″ nord, 3° 08′ 19″ est | 44831               | Téléverser                                                             |
| (nl) Burgerhuizen, Ma Bicoque en Eigen haard: Goud Waard                               |                       |                                  | Blankenberge      | A. Ruzettelaan 41           | 51° 19′ 03″ nord, 3° 08′ 17″ est | 44822               | Téléverser                                                             |
| (nl) Pand met handelsfunctie                                                           | Oui                   |                                  | Blankenberge      | Bakkersstraat 28            | 51° 18′ 54″ nord, 3° 07′ 40″ est | 44835               | Téléverser                                                             |
| (nl) (Winkel)pand                                                                      |                       |                                  | Blankenberge      | Bakkersstraat 38            | 51° 18′ 53″ nord, 3° 07′ 41″ est | 44836               | Téléverser                                                             |
| (nl) Vissershuisje Majutte                                                             | Oui                   |                                  | Blankenberge      | Breydelstraat 10            | 51° 18′ 54″ nord, 3° 07′ 32″ est | 44837               | (nl) Vissershuisje Majutte                                             |
| (nl) Vissershuisje                                                                     | Oui                   |                                  | Blankenberge      | Breydelstraat 27            | 51° 18′ 54″ nord, 3° 07′ 34″ est | 44838               | (nl) Vissershuisje                                                     |
| (nl) Herenhuizen                                                                       |                       |                                  | Blankenberge      | Consciencestraat 42         | 51° 18′ 49″ nord, 3° 07′ 27″ est | 44841               | Téléverser                                                             |
| (nl) Herenhuizen                                                                       |                       |                                  | Blankenberge      | Consciencestraat 52         | 51° 18′ 49″ nord, 3° 07′ 27″ est | 44841               | Téléverser                                                             |
| (nl) Appartementsgebouw                                                                |                       |                                  | Blankenberge      | Consciencestraat 30         | 51° 18′ 50″ nord, 3° 07′ 28″ est | 44842               | Téléverser                                                             |
| (nl) Drie interbellumhoekpanden                                                        |                       |                                  | Blankenberge      | de Limburg Stirumstraat 10  | 51° 18′ 44″ nord, 3° 07′ 33″ est | 44843               | Téléverser                                                             |
| (nl) Bel-etagewoning Villa Albert                                                      | Oui                   |                                  | Blankenberge      | Albertstraat 37             | 51° 18′ 57″ nord, 3° 07′ 54″ est | 44829               | (nl) Bel-etagewoning Villa Albert                                      |
| (nl) Twee bel-etagewoningen                                                            | Oui                   |                                  | Blankenberge      | Descampsstraat 24A          | 51° 18′ 55″ nord, 3° 07′ 56″ est | 44866               | Téléverser                                                             |
| (nl) Stedelijke Academie voor Muziek en Woord                                          | Oui                   |                                  | Blankenberge      | de Smet de Naeyerlaan 145   | 51° 18′ 42″ nord, 3° 07′ 44″ est | 44860               | Téléverser                                                             |
| (nl) Burgerhuis                                                                        | Oui                   |                                  | Blankenberge      | Descampsstraat 8            | 51° 18′ 54″ nord, 3° 07′ 54″ est | 44861               | (nl) Burgerhuis                                                        |
| (nl) Bel-etageburgerwoning                                                             | Oui                   |                                  | Blankenberge      | Descampsstraat 10           | 51° 18′ 54″ nord, 3° 07′ 55″ est | 44862               | (nl) Bel-etageburgerwoning                                             |
| (nl) Vijf bel-etageburgerhuizen, Villa Madeleine                                       | Oui                   |                                  | Blankenberge      | Descampsstraat 12           | 51° 18′ 54″ nord, 3° 07′ 55″ est | 44863               | (nl) Vijf bel-etageburgerhuizen, Villa Madeleine                       |
| (nl) Vijf bel-etageburgerhuizen, Villa Madeleine                                       | Oui                   |                                  | Blankenberge      | Descampsstraat 14           | 51° 18′ 54″ nord, 3° 07′ 55″ est | 44863               | Téléverser                                                             |
| (nl) Vijf bel-etageburgerhuizen, Villa Madeleine - Villa Belladonna                    | Oui                   |                                  | Blankenberge      | Descampsstraat 16           | 51° 18′ 54″ nord, 3° 07′ 55″ est | 44863               | (nl) Vijf bel-etageburgerhuizen, Villa Madeleine - Villa Belladonna    |
| (nl) Vijf bel-etageburgerhuizen, Villa Madeleine - Villa Carmen                        | Oui                   |                                  | Blankenberge      | Descampsstraat 18           | 51° 18′ 54″ nord, 3° 07′ 55″ est | 44863               | (nl) Vijf bel-etageburgerhuizen, Villa Madeleine - Villa Carmen        |
| (nl) Vijf bel-etageburgerhuizen, Villa Madeleine - Villa San Remo                      | Oui                   |                                  | Blankenberge      | Descampsstraat 20           | 51° 18′ 54″ nord, 3° 07′ 55″ est | 44863               | (nl) Vijf bel-etageburgerhuizen, Villa Madeleine - Villa San Remo      |
| (nl) Dubbel appartementsgebouw                                                         |                       |                                  | Blankenberge      | A. Ruzettelaan 55           | 51° 19′ 03″ nord, 3° 08′ 19″ est | 44823               | Téléverser                                                             |
| (nl) Bel-etageburgerwoning Villa Olga                                                  | Oui                   |                                  | Blankenberge      | Descampsstraat 22           | 51° 18′ 54″ nord, 3° 07′ 56″ est | 44865               | (nl) Bel-etageburgerwoning Villa Olga                                  |
| (nl) Burgerhuizen, Ma Bicoque en Eigen haard: Goud Waard                               |                       |                                  | Blankenberge      | A. Ruzettelaan 43           | 51° 19′ 03″ nord, 3° 08′ 17″ est | 44822               | Téléverser                                                             |
| (nl) Twee bel-etagewoningen                                                            | Oui                   |                                  | Blankenberge      | Descampsstraat 26           | 51° 18′ 55″ nord, 3° 07′ 56″ est | 44866               | Téléverser                                                             |
| (nl) Burgerhuis Villa Clotilde                                                         | Oui                   |                                  | Blankenberge      | Descampsstraat 28           | 51° 18′ 55″ nord, 3° 07′ 56″ est | 44867               | Téléverser                                                             |
| (nl) Twee burgerhuizen                                                                 | Oui                   |                                  | Blankenberge      | Descampsstraat 30           | 51° 18′ 55″ nord, 3° 07′ 57″ est | 44868               | (nl) Twee burgerhuizen                                                 |
| (nl) Twee burgerhuizen                                                                 | Oui                   |                                  | Blankenberge      | Descampsstraat 32           | 51° 18′ 55″ nord, 3° 07′ 57″ est | 44868               | (nl) Twee burgerhuizen                                                 |
| (nl) Herenhuis                                                                         | Oui                   |                                  | Blankenberge      | Descampsstraat 31           | 51° 18′ 55″ nord, 3° 07′ 58″ est | 44869               | Téléverser                                                             |
| (nl) Hoekhuis, Villa Charlemagne                                                       | Oui                   |                                  | Blankenberge      | Descampsstraat 34           | 51° 18′ 55″ nord, 3° 07′ 57″ est | 44870               | Téléverser                                                             |
| (nl) Kapel                                                                             |                       |                                  | Blankenberge      | Diksmuidestraat             | 51° 18′ 30″ nord, 3° 07′ 20″ est | 44871               | Téléverser                                                             |
| (nl) Burgerhuis, Villa Milo Argo                                                       | Oui                   |                                  | Blankenberge      | Elisabethstraat 12          | 51° 18′ 55″ nord, 3° 07′ 54″ est | 44872               | Téléverser                                                             |
| (nl) Burgerhuis Jeanna                                                                 |                       |                                  | Blankenberge      | J. de Troozlaan 9           | 51° 18′ 51″ nord, 3° 07′ 58″ est | 44899               | Téléverser                                                             |
| (nl) Huis, Villa Anaïs                                                                 |                       |                                  | Blankenberge      | Descampsstraat 15           | 51° 18′ 54″ nord, 3° 07′ 56″ est | 44864               | Téléverser                                                             |
| (nl) Burgerhuizen                                                                      |                       |                                  | Blankenberge      | Koninginlaan 20             | 51° 18′ 52″ nord, 3° 08′ 01″ est | 44931               | Téléverser                                                             |
| (nl) Herdenkingssteen                                                                  |                       |                                  | Blankenberge      | Kerkstraat                  | 51° 18′ 44″ nord, 3° 07′ 59″ est | 44921               | Téléverser                                                             |
| (nl) Sint-Antoniuskerk                                                                 | Oui                   |                                  | Blankenberge      | Kerkstraat                  | 51° 18′ 42″ nord, 3° 07′ 58″ est | 44922               | (nl) Sint-Antoniuskerk                                                 |
| (nl) Twee beelden van G. Allary, Groei en Wording                                      |                       |                                  | Blankenberge      | Kerkstraat                  | 51° 18′ 43″ nord, 3° 07′ 56″ est | 44923               | Téléverser                                                             |
| (nl) Rijkswachtgebouw                                                                  |                       |                                  | Blankenberge      | Kerkstraat 153              | 51° 18′ 41″ nord, 3° 08′ 00″ est | 44924               | Téléverser                                                             |
| (nl) Burgerhuizen                                                                      |                       |                                  | Blankenberge      | Koning Albert-I-laan 16     | 51° 18′ 48″ nord, 3° 08′ 04″ est | 44925               | Téléverser                                                             |
| (nl) Burgerhuizen                                                                      |                       |                                  | Blankenberge      | Koning Albert-I-laan 18     | 51° 18′ 48″ nord, 3° 08′ 04″ est | 44925               | Téléverser                                                             |
| (nl) Burgerhuis in Nieuwe Zakelijkheid                                                 |                       |                                  | Blankenberge      | Koning Albert-I-laan 30     | 51° 18′ 49″ nord, 3° 08′ 08″ est | 44926               | Téléverser                                                             |
| (nl) Klooster en kerk van de Zusters Karmelitessen                                     |                       |                                  | Blankenberge      | Koning Albert-I-laan 43     | 51° 18′ 48″ nord, 3° 08′ 19″ est | 44927               | Téléverser                                                             |
| (nl) Belle Epoque-burgerhuizen Dean en Den Teut                                        |                       |                                  | Blankenberge      | J. de Troozlaan 14          | 51° 18′ 53″ nord, 3° 07′ 57″ est | 44901               | Téléverser                                                             |
| (nl) Burgerhuizen                                                                      |                       |                                  | Blankenberge      | Koninginlaan 18             | 51° 18′ 52″ nord, 3° 08′ 01″ est | 44931               | Téléverser                                                             |
| (nl) Appartementsgebouw                                                                |                       |                                  | Blankenberge      | Kerkstraat 98               | 51° 18′ 49″ nord, 3° 07′ 53″ est | 44918               | Téléverser                                                             |
| (nl) Gerenoveerde burgerhuizen in eenheidsbebouwing                                    |                       |                                  | Blankenberge      | Koninginlaan 19             | 51° 18′ 51″ nord, 3° 08′ 01″ est | 44932               | Téléverser                                                             |
| (nl) Gerenoveerde burgerhuizen in eenheidsbebouwing                                    |                       |                                  | Blankenberge      | Koninginlaan 21             | 51° 18′ 51″ nord, 3° 08′ 01″ est | 44932               | Téléverser                                                             |
| (nl) Hoekappartement                                                                   |                       |                                  | Blankenberge      | Koninginlaan 25             | 51° 18′ 52″ nord, 3° 08′ 03″ est | 44934               | Téléverser                                                             |
| (nl) Burgerhuizen                                                                      |                       |                                  | Blankenberge      | Koninginlaan 53             | 51° 18′ 55″ nord, 3° 08′ 07″ est | 44935               | Téléverser                                                             |
| (nl) Burgerhuizen                                                                      |                       |                                  | Blankenberge      | Koninginlaan 55             | 51° 18′ 55″ nord, 3° 08′ 07″ est | 44935               | Téléverser                                                             |
| (nl) Burgerhuizen                                                                      |                       |                                  | Blankenberge      | Koninginlaan 57             | 51° 18′ 55″ nord, 3° 08′ 07″ est | 44935               | Téléverser                                                             |
| (nl) Handelspand                                                                       |                       |                                  | Blankenberge      | Langestraat 25              | 51° 18′ 52″ nord, 3° 07′ 40″ est | 44936               | Téléverser                                                             |
| (nl) Winkelpand                                                                        |                       |                                  | Blankenberge      | Langestraat 27              | 51° 18′ 52″ nord, 3° 07′ 40″ est | 44937               | Téléverser                                                             |
| (nl) Burgerhuis, Nieuwe Zakelijkheid/ bootstijl                                        |                       |                                  | Blankenberge      | Koning Albert-I-laan 44     | 51° 18′ 49″ nord, 3° 08′ 13″ est | 44928               | Téléverser                                                             |
| (nl) Bel-etageburgerhuis                                                               | Oui                   |                                  | Blankenberge      | Rogierlaan 20               | 51° 18′ 59″ nord, 3° 08′ 00″ est | 44994               | Téléverser                                                             |
| (nl) Samenstel van bel-etageburgerhuizen                                               | Oui                   |                                  | Blankenberge      | Rogierlaan 8                | 51° 18′ 59″ nord, 3° 07′ 58″ est | 44989               | Téléverser                                                             |
| (nl) Neoclassicistische bel-etageburgerwoningen                                        |                       |                                  | Uitkerke          | Kerkstraat 289              | 51° 18′ 28″ nord, 3° 08′ 15″ est | 45075               | Téléverser                                                             |
| (nl) Samenstel van bel-etageburgerhuizen                                               | Oui                   |                                  | Blankenberge      | Rogierlaan 10               | 51° 18′ 59″ nord, 3° 07′ 58″ est | 44989               | Téléverser                                                             |
| (nl) Samenstel van bel-etageburgerhuizen                                               | Oui                   |                                  | Blankenberge      | Rogierlaan 11               | 51° 18′ 59″ nord, 3° 07′ 58″ est | 44989               | Téléverser                                                             |
| (nl) Samenstel van bel-etageburgerhuizen                                               | Oui                   |                                  | Blankenberge      | Rogierlaan 12               | 51° 18′ 59″ nord, 3° 07′ 58″ est | 44989               | Téléverser                                                             |
| (nl) Bel-etageburghuis Haidsid                                                         | Oui                   |                                  | Blankenberge      | Rogierlaan 14               | 51° 18′ 59″ nord, 3° 07′ 59″ est | 44990               | Téléverser                                                             |
| (nl) Bel-etageburgerhuis Villa Teniers                                                 | Oui                   |                                  | Blankenberge      | Rogierlaan 16               | 51° 18′ 59″ nord, 3° 07′ 59″ est | 44991               | Téléverser                                                             |
| (nl) Bel-etageburgerhuis, Villa Albert                                                 | Oui                   |                                  | Blankenberge      | Rogierlaan 17               | 51° 18′ 59″ nord, 3° 08′ 00″ est | 44992               | Téléverser                                                             |
| (nl) Hotel du Louvre                                                                   |                       |                                  | Blankenberge      | Kerkstraat 147              | 51° 18′ 45″ nord, 3° 07′ 55″ est | 44920               | Téléverser                                                             |
| (nl) Samenstel van bel-etageburgerhuizen, Villa Emma en Villa Joseph                   | Oui                   |                                  | Blankenberge      | Rogierlaan 19               | 51° 18′ 59″ nord, 3° 08′ 00″ est | 44993               | Téléverser                                                             |
| (nl) Handelspand in neo-Vlaamse renaissance                                            |                       |                                  | Blankenberge      | Kerkstraat 127              | 51° 18′ 48″ nord, 3° 07′ 53″ est | 44919               | Téléverser                                                             |
| (nl) Oud Stadhuis                                                                      | Oui                   |                                  | Blankenberge      | Kerkstraat 41               | 51° 18′ 55″ nord, 3° 07′ 45″ est | 44915               | Téléverser                                                             |
| (nl) Neoclassicistisch appartements- en handelsgebouw                                  |                       |                                  | Blankenberge      | Kerkstraat 61               | 51° 18′ 53″ nord, 3° 07′ 47″ est | 44916               | Téléverser                                                             |
| (nl) Neoclassicistisch appartements- en handelsgebouw                                  |                       |                                  | Blankenberge      | Kerkstraat 63               | 51° 18′ 53″ nord, 3° 07′ 47″ est | 44916               | Téléverser                                                             |
| (nl) Neoclassicistisch appartements- en handelsgebouw                                  |                       |                                  | Blankenberge      | Kerkstraat 65               | 51° 18′ 53″ nord, 3° 07′ 47″ est | 44916               | Téléverser                                                             |
| (nl) Twee neoclassicistische appartements- en handelsge                                |                       |                                  | Blankenberge      | Kerkstraat 92               | 51° 18′ 49″ nord, 3° 07′ 51″ est | 44917               | Téléverser                                                             |
| (nl) Twee neoclassicistische appartements- en handelsge                                |                       |                                  | Blankenberge      | Kerkstraat 105              | 51° 18′ 49″ nord, 3° 07′ 51″ est | 44917               | Téléverser                                                             |
| (nl) Twee neoclassicistische appartements- en handelsge                                |                       |                                  | Blankenberge      | Kerkstraat 107              | 51° 18′ 49″ nord, 3° 07′ 51″ est | 44917               | Téléverser                                                             |
| (nl) Twee neoclassicistische appartements- en handelsge                                |                       |                                  | Blankenberge      | Kerkstraat 109              | 51° 18′ 49″ nord, 3° 07′ 51″ est | 44917               | Téléverser                                                             |
| (nl) Pand                                                                              | Oui                   |                                  | Blankenberge      | Langestraat 46              | 51° 18′ 55″ nord, 3° 07′ 44″ est | 44940               | Téléverser                                                             |
| (nl) Samenstel van bel-etageburgerhuizen, Villa Emma en Villa Joseph                   | Oui                   |                                  | Blankenberge      | Rogierlaan 18               | 51° 18′ 59″ nord, 3° 08′ 00″ est | 44993               | Téléverser                                                             |
| (nl) Beeldengroep van Edward Vandaele                                                  |                       |                                  | Blankenberge      | Havenplein                  | 51° 18′ 47″ nord, 3° 07′ 08″ est | 44889               | Téléverser                                                             |
| (nl) Restaurant/ Taverne James                                                         |                       |                                  | Blankenberge      | Langestraat 28              | 51° 18′ 53″ nord, 3° 07′ 41″ est | 44938               | Téléverser                                                             |
| (nl) Burgerhuis                                                                        | Oui                   |                                  | Blankenberge      | Franchommelaan 5            | 51° 18′ 53″ nord, 3° 07′ 24″ est | 44879               | Téléverser                                                             |
| (nl) Burgerhuis                                                                        |                       |                                  | Blankenberge      | Generaal Lemanstraat 1      | 51° 18′ 48″ nord, 3° 07′ 38″ est | 44881               | Téléverser                                                             |
| (nl) Burgerhuis                                                                        |                       |                                  | Blankenberge      | Generaal Lemanstraat 3      | 51° 18′ 48″ nord, 3° 07′ 38″ est | 44881               | Téléverser                                                             |
| (nl) Burgerhuis                                                                        | Oui                   |                                  | Blankenberge      | Generaal Lemanstraat 14     | 51° 18′ 49″ nord, 3° 07′ 38″ est | 44882               | Téléverser                                                             |
| (nl) Burgerhuis, Villa Robert                                                          |                       |                                  | Blankenberge      | Graaf Jansdijk 17           | 51° 19′ 01″ nord, 3° 07′ 59″ est | 44883               | Téléverser                                                             |
| (nl) Samenstel van burgerhuizen, nr. 47 Onze Wens                                      |                       |                                  | Blankenberge      | Groenestraat 45             | 51° 18′ 51″ nord, 3° 08′ 23″ est | 44884               | Téléverser                                                             |
| (nl) Samenstel van burgerhuizen, nr. 47 Onze Wens                                      |                       |                                  | Blankenberge      | Groenestraat 47             | 51° 18′ 51″ nord, 3° 08′ 23″ est | 44884               | Téléverser                                                             |
| (nl) Herenhuis, Villa Alta                                                             | Oui                   |                                  | Blankenberge      | Elisabethstraat 34          | 51° 18′ 56″ nord, 3° 07′ 56″ est | 44877               | (nl) Herenhuis, Villa Alta                                             |
| (nl) Kunstenaarswoning en -atelier                                                     |                       |                                  | Blankenberge      | Groenestraat 63             | 51° 18′ 52″ nord, 3° 08′ 26″ est | 44886               | Téléverser                                                             |
| (nl) Eclectisch burgerhuis van het bel-etagetype                                       | Oui                   |                                  | Blankenberge      | Elisabethstraat 32          | 51° 18′ 56″ nord, 3° 07′ 56″ est | 44876               | (nl) Eclectisch burgerhuis van het bel-etagetype                       |
| (nl) Staketsels                                                                        | Oui                   |                                  | Blankenberge      | Havenplein                  | 51° 18′ 45″ nord, 3° 06′ 43″ est | 44890               | Téléverser                                                             |
| (nl) Dekenale kerk Sint-Rochus                                                         |                       |                                  | Blankenberge      | Hoogstraat                  | 51° 18′ 56″ nord, 3° 07′ 53″ est | 44892               | (nl) Dekenale kerk Sint-Rochus                                         |
| (nl) Heemkundig centrum, postgebouw                                                    | Oui                   |                                  | Blankenberge      | Hoogstraat 2                | 51° 18′ 57″ nord, 3° 07′ 47″ est | 44893               | (nl) Heemkundig centrum, postgebouw                                    |
| (nl) Hoekcomplex met appartementen en handelsgelijkvloe                                |                       |                                  | Blankenberge      | Hoogstraat 17               | 51° 18′ 56″ nord, 3° 07′ 48″ est | 44895               | Téléverser                                                             |
| (nl) Modernistisch hoekpand                                                            |                       |                                  | Blankenberge      | J. De Meyerstraat 7         | 51° 18′ 40″ nord, 3° 07′ 21″ est | 44896               | Téléverser                                                             |
| (nl) Eclectisch samenstel van gebouwen                                                 |                       |                                  | Blankenberge      | J. de Troozlaan 1           | 51° 18′ 51″ nord, 3° 07′ 58″ est | 44897               | Téléverser                                                             |
| (nl) Eclectisch samenstel van gebouwen                                                 |                       |                                  | Blankenberge      | J. de Troozlaan 3           | 51° 18′ 51″ nord, 3° 07′ 58″ est | 44897               | Téléverser                                                             |
| (nl) Burgerhuis                                                                        |                       |                                  | Blankenberge      | J. de Troozlaan 6           | 51° 18′ 52″ nord, 3° 07′ 56″ est | 44898               | Téléverser                                                             |
| (nl) Gebouw,Pax                                                                        | Oui                   |                                  | Blankenberge      | Rogierlaan 3                | 51° 18′ 58″ nord, 3° 07′ 56″ est | 44987               | Téléverser                                                             |
| (nl) Boerenarbeidershuisje                                                             |                       |                                  | Blankenberge      | Groenestraat 62             | 51° 18′ 53″ nord, 3° 08′ 26″ est | 44885               | Téléverser                                                             |
| (nl) Ensemble van drie bel-etageburgerhuizen                                           | Oui                   |                                  | Blankenberge      | Malecotstraat 8             | 51° 18′ 58″ nord, 3° 07′ 56″ est | 44949               | Téléverser                                                             |
| (nl) Burgerhuis                                                                        |                       |                                  | Blankenberge      | J. de Troozlaan 11          | 51° 18′ 51″ nord, 3° 07′ 58″ est | 44900               | Téléverser                                                             |
| (nl) Hoekpand, Hotel Saint-Sauveur, Café Leffe                                         |                       |                                  | Blankenberge      | Langestraat 50              | 51° 18′ 55″ nord, 3° 07′ 46″ est | 44941               | Téléverser                                                             |
| (nl) Restaurant Ali Baba                                                               |                       |                                  | Blankenberge      | Langestraat 58              | 51° 18′ 57″ nord, 3° 07′ 49″ est | 44942               | Téléverser                                                             |
| (nl) Handelspand                                                                       | Oui                   |                                  | Blankenberge      | Langestraat 64              | 51° 18′ 57″ nord, 3° 07′ 50″ est | 44943               | Téléverser                                                             |
| (nl) Samenstel van twee bel-etagewoningen                                              |                       |                                  | Blankenberge      | Langestraat 79              | 51° 18′ 57″ nord, 3° 07′ 51″ est | 44944               | Téléverser                                                             |
| (nl) Restaurant/ hotel Lusthof                                                         |                       |                                  | Blankenberge      | Langestraat 85              | 51° 18′ 58″ nord, 3° 07′ 52″ est | 44945               | Téléverser                                                             |
| (nl) Burgerhuis, Villa Chantecler                                                      |                       |                                  | Blankenberge      | Luikstraat 15               | 51° 18′ 47″ nord, 3° 07′ 39″ est | 44946               | Téléverser                                                             |
| (nl) Bel-etage burgerwoning                                                            |                       |                                  | Blankenberge      | Luikstraat 21               | 51° 18′ 47″ nord, 3° 07′ 39″ est | 44947               | Téléverser                                                             |
| (nl) Hoekpand                                                                          |                       |                                  | Blankenberge      | Franchommelaan 3            | 51° 18′ 53″ nord, 3° 07′ 23″ est | 44878               | Téléverser                                                             |
| (nl) Ensemble van drie bel-etageburgerhuizen                                           | Oui                   |                                  | Blankenberge      | Malecotstraat 6             | 51° 18′ 58″ nord, 3° 07′ 56″ est | 44949               | (nl) Ensemble van drie bel-etageburgerhuizen                           |
| (nl) Voormalige fotohandel                                                             | Oui                   |                                  | Blankenberge      | Langestraat 36              | 51° 18′ 54″ nord, 3° 07′ 42″ est | 44939               | Téléverser                                                             |
| (nl) Ensemble van drie bel-etageburgerhuizen                                           | Oui                   |                                  | Blankenberge      | Malecotstraat 10            | 51° 18′ 58″ nord, 3° 07′ 56″ est | 44949               | Téléverser                                                             |
| (nl) Drie burgerhuizen, Welcome, Les Courlis en Bagatelle                              |                       |                                  | Blankenberge      | Malecotstraat 13            | 51° 18′ 55″ nord, 3° 07′ 57″ est | 44950               | Téléverser                                                             |
| (nl) Drie burgerhuizen, Welcome, Les Courlis en Bagatelle                              |                       |                                  | Blankenberge      | Malecotstraat 15            | 51° 18′ 55″ nord, 3° 07′ 57″ est | 44950               | Téléverser                                                             |
| (nl) Drie burgerhuizen, Welcome, Les Courlis en Bagatelle                              |                       |                                  | Blankenberge      | Malecotstraat 17            | 51° 18′ 55″ nord, 3° 07′ 57″ est | 44950               | Téléverser                                                             |
| (nl) Burgerhuis                                                                        | Oui                   |                                  | Blankenberge      | Malecotstraat 24            | 51° 18′ 56″ nord, 3° 07′ 58″ est | 44951               | (nl) Burgerhuis                                                        |
| (nl) Herenhuis, Villa Apollo                                                           | Oui                   |                                  | Blankenberge      | Elisabethstraat 16          | 51° 18′ 55″ nord, 3° 07′ 54″ est | 44873               | Téléverser                                                             |
| (nl) Samenstel van bel-etageburgerwoningen                                             | Oui                   |                                  | Blankenberge      | Elisabethstraat 22          | 51° 18′ 56″ nord, 3° 07′ 55″ est | 44875               | Téléverser                                                             |
| (nl) Samenstel van bel-etageburgerwoningen                                             | Oui                   |                                  | Blankenberge      | Elisabethstraat 24          | 51° 18′ 56″ nord, 3° 07′ 55″ est | 44875               | Téléverser                                                             |
| (nl) Samenstel van bel-etageburgerwoningen                                             | Oui                   |                                  | Blankenberge      | Elisabethstraat 26          | 51° 18′ 56″ nord, 3° 07′ 55″ est | 44875               | Téléverser                                                             |
| (nl) Burgerwoning Simplesse                                                            |                       |                                  | Blankenberge      | Luikstraat 34               | 51° 18′ 46″ nord, 3° 07′ 42″ est | 44948               | Téléverser                                                             |
| (nl) Losstaande huizen, De Cottages                                                    | Oui                   |                                  | Uitkerke          | Kerkstraat 328              | 51° 18′ 24″ nord, 3° 08′ 28″ est | 45076               | Téléverser                                                             |
| (nl) Losstaande huizen, De Cottages                                                    | Oui                   |                                  | Uitkerke          | Kerkstraat 336              | 51° 18′ 24″ nord, 3° 08′ 28″ est | 45076               | Téléverser                                                             |
| (nl) Losstaande huizen, De Cottages                                                    | Oui                   |                                  | Uitkerke          | Kerkstraat 348              | 51° 18′ 24″ nord, 3° 08′ 28″ est | 45076               | Téléverser                                                             |
| (nl) Losstaande huizen, De Cottages                                                    | Oui                   |                                  | Uitkerke          | Kerkstraat 342              | 51° 18′ 24″ nord, 3° 08′ 28″ est | 45076               | Téléverser                                                             |
| (nl) Losstaande huizen, De Cottages                                                    | Oui                   |                                  | Uitkerke          | Kerkstraat 344              | 51° 18′ 24″ nord, 3° 08′ 28″ est | 45076               | Téléverser                                                             |
| (nl) Losstaande huizen, De Cottages                                                    | Oui                   |                                  | Uitkerke          | Kerkstraat 340              | 51° 18′ 24″ nord, 3° 08′ 28″ est | 45076               | Téléverser                                                             |
| (nl) Losstaande huizen, De Cottages                                                    | Oui                   |                                  | Uitkerke          | Kerkstraat 330              | 51° 18′ 24″ nord, 3° 08′ 28″ est | 45076               | Téléverser                                                             |
| (nl) Losstaande huizen, De Cottages                                                    | Oui                   |                                  | Uitkerke          | Kerkstraat 332              | 51° 18′ 24″ nord, 3° 08′ 28″ est | 45076               | Téléverser                                                             |
| (nl) Losstaande huizen, De Cottages                                                    | Oui                   |                                  | Uitkerke          | Kerkstraat 334              | 51° 18′ 24″ nord, 3° 08′ 28″ est | 45076               | Téléverser                                                             |
| (nl) Losstaande huizen, De Cottages                                                    | Oui                   |                                  | Uitkerke          | Kerkstraat 324              | 51° 18′ 24″ nord, 3° 08′ 28″ est | 45076               | Téléverser                                                             |
| (nl) Losstaande huizen, De Cottages                                                    | Oui                   |                                  | Uitkerke          | Kerkstraat 326              | 51° 18′ 24″ nord, 3° 08′ 28″ est | 45076               | Téléverser                                                             |
| (nl) Losstaande huizen, De Cottages                                                    | Oui                   |                                  | Uitkerke          | Kerkstraat 338              | 51° 18′ 24″ nord, 3° 08′ 28″ est | 45076               | Téléverser                                                             |